# Diana Dondoe
Diana Dondoe, född 22 december 1982, är en rumänsk fotomodell. Hon bor i Paris i Frankrike.
Hon började som professionell fotomodell 2004. Hon har varit med i flera reklamkampanjer, bland annat för Chanel, Prada, Celine, Donna Karan och Moschino. Hon har också varit på omslaget på japanska, spanska och italienska Vogue, 10 Magazine och Flair.